# Sinfonía Romántica (Enrique Soro)
La Sinfonía Romántica en la mayor es una obra para orquesta escrita por el compositor chileno Enrique Soro, estrenada en 1921 en el Teatro Municipal de Santiago de Chile.

## Estructura
La Sinfonía Romántica tiene de cuatro movimientos:Allegro moderato, Adagio, Scherzo y Allegro con brío.
Construida como una sonata para orquesta. El primer movimiento de esta sinfonía consta de una introducción lenta, que recordando el dramatismo de Beethoven, luego es expuesto el primer tema del Allegro, de amplia línea melódica. Un puente sobre elementos de esta primera idea precede a la aparición de la segunda. El desarrollo se realiza sobre elementos rítmico-melódicos de ambos temas, principalmente por medio de secuencias y progresiones, que anima la eficiente orquestación.
El Adagio es el más tradicional respecto a los otros movimientos, de raíces italianas indudables. El tercer movimiento (Scherzo) es el más ingenioso y rico de esta obra, tanto rítmica como armónicamente; por otra parte, es de una disposición orquestal finamente matizada.
El final, Allegro con brío, abunda en los procedimientos discursivos, la grandilocuencia orquestal y el forzado vigor que caracterizan a la época Europea.

## Obra Romántica
La "Sinfonía Romántica", responde al concepto de la extensa forma orquestal, con amplios desarrollos por secuencias, establecido por los músicos del Posromanticismo Europeo cuya figura cumbre es Chaikovski. El caudal sentimental de la obra de Soro y su tratamiento sinfónico se acercan en cierto modo a ese modelo, aunque la orquestación es menos colorista, dada la cercanía al lirismo italiano, sus temas contrastantes mantienen viva la obra.
En la armonía, Soro no rebasa la tradición clásica-romántica. Su Sinfonía es predominantemente consonante y regida por un académico plan tonal. En lo formal es mayor su independencia sobre los dictados de escuela. Se mantiene en una posición equidistante entre el cromatismo alemán posterior a Liszt y Wagner y el formalismo de Brahms y sus continuadores. Un fuerte sentido constructivo lo aparta de la primera tendencia y de la excesiva rigidez de una vuelta a los clásicos del siglo XVIII. Se halla, por tanto, muy lejos del dogmatismo característico en los músicos franceses anti-impresionistas, señaladamente los formados en la Schola Cantorum.

## Antecedente histórico
La obra fue estrenada en Santiago, bajo la dirección de Enrique Soro, en 1921 y se considera la primera sinfonía creada en Chile. En mayo de 1948 se estrenó la siguiente, la Sinfonía en fa de Domingo Santa Cruz Wilson.